# Железо (местечко)
Желе́зо — местечко в Лужском районе Ленинградской области. Входит в состав Толмачёвского городского поселения.

## История
По данным «Памятной книжки Санкт-Петербургской губернии» за 1905 год, на берегу Луги существовал дачный посёлок Железы, он же пустошь Захарьевская, 1426 десятин земли в ней, принадлежали Павлу Васильевичу Эйхе. Посёлок и пустошь административно относились к Красногорской волости 2-го земского участка, 1-го стана Лужского уезда.
По областным административным данным, с 1927 года в составе Толмачёвского сельсовета Лужского района учитывалась деревня Железо.
В 1933 году население деревни составляло 97 человек.
C 1 августа 1941 года по 31 января 1944 года деревня находилась в оккупации.
В 1958 году население деревни Железо составляло 12 человек.
По данным 1966, 1973 и 1990 годов в состав Толмачёвского сельсовета Лужского района входило местечко Железо.
В 1997 году в местечке Железо Толмачёвской волости проживал 1 человек, в 2002 году — 2 человека (русский и украинец).
В 2007 году в местечке Железо Толмачёвского ГП — 1 человек.
По данным на 2010 год — 9 человек.

## География
Находится в центральной части района в среднем течении реки Луга.
К западу от местечка проходит автомобильная дорога 41А-186 (Толмачёво — автодорога «Нарва»).
Расстояние до административного центра поселения — 16 км.
Расстояние до ближайшей железнодорожной станции Толмачёво — 10 км. Ближайший остановочный пункт пригородного железнодорожного сообщения — платформа Партизанская.

## Демография
| 2007 | 2010 | 2017 |
| ---- | ---- | ---- |
| 1    | ↗9   | ↘0   |

## Геостанция
С конца 1950-х годов и до настоящего времени здесь располагается одноимённая географическая станция (геостанция) — учебная и научная база факультета географии Российского государственного педагогического университета им. А. И. Герцена. Местечко полностью сформировано инфраструктурой геостанции.

### История
Первоначальное освоение территории нынешний геостанции (лесное хозяйство, дачи) началось в конце XIX — начале XX века. Вырубались леса в пойме, формировались современные пойменные луга. Проводились обширные мелиоративные работы (лесомелиорация).
В 1920—1930-е годы дореволюционные постройки использовались в качестве дома отдыха для научной и творческой интеллигенции.
Во время Великой Отечественной войны здесь размещалось небольшое подразделение (до отделения) гитлеровцев. В 1944 году при отступлении немцы уничтожили почти все здания. После войны территория нынешней геостанции фактически отстраивалась заново.
С 1944 по 1955 год здесь размещался детский дом. Поскольку к середине 1950-х годов количество детей-сирот уменьшилось, детский дом перевели в близлежащий посёлок Толмачёво.
В 1956—1957 годах территория нынешней геостанции была передана Ленинградскому государственному педагогическому институту им. М. Н. Покровского, с ликвидацией которого база перешла к Ленинградскому государственному педагогическому институту им. А. И. Герцена, нынешнему Российскому государственному педагогическому университету им. А. И. Герцена.
В 1960—1980-х годах проводилось обустройство территории геостанции в бытовом отношении (строительство новых жилых и учебных корпусов, столовой и т. д.).
В 1991 году был демонтирован памятник В. И. Ленину. В 1996 году один из корпусов геостанции сгорел.
С 2010-х годов геостанция имеет современный вид.

### Современное состояние
Геостанция используется в учебных целях — студенты факультета географии проходят практики по топографии, метеорологии, геоморфологии, почвоведению, гидрологии, ландшафтоведению, геоботанике, зоогеографии и др. Кроме этого, геостанция используется для проведения практики студентами других факультетов РГПУ им. А. И. Герцена — биологического факультета и факультета физического воспитания.
Здесь также проводятся научные исследования в области физической географии, ландшафтоведения, геоморфологии и других наук.

## Фото
- Поворот к Железо с дороги Толмачёво — Пружицы
- Общий вид геостанции
- Метеоплощадка
- Лес на геостанции
- Учебно-жилой корпус («Конюшня»)
- «Профессорятник»
- Тропа на геостанции ночью
- «Профессорятник» ночью

## Транспорт
Автобусное сообщение с городом Луга (дважды в сутки). Автобусные маршруты № 110 «Луга — Николаевское» и № 110Б «Луга — Осьмино».